# Saganthit Kyun
Saganthit Kyun är en ö i Myanmar.   Den ligger i regionen Taninthayiregionen, i den södra delen av landet, 900 km söder om huvudstaden Naypyidaw. Arean är 257 kvadratkilometer.
Terrängen på Saganthit Kyun är platt. Öns högsta punkt är 414 meter över havet. 